# Maloměšťák
Maloměšťák je (zpravidla hanlivé) označení příslušníka drobné buržoazie anebo člověka s omezeným rozhledem a zastaralými názory. Podle Marxe maloměšťáctví nepochází ze slov „malé město“, ale „malý měšťan“, snažící se získat prostředky vyšších tříd, přičemž jeho cíle zůstávají nízké. Jde o ambiciózní část maloburžoazie, snažící se za každou cenu dosáhnout vyšší společenské prestiže a při tom zakrývat svůj „nižší“ původ. Předstírá životní způsob velkoburžoazie, přejímá její morálku; je velmi kolísavá, přizpůsobivá, když se jí nedaří, stává se krajně radikální.[zdroj?]
V české literatuře se postava měšťáka objevuje často v pozdějších Poláčkových prozách (Dům na předměstí, Muži v offsidu, Hráči a Hlavní líčení, Michelup a motocykl a v nedokončené pentalogii (Okresní město (1936), Hrdinové táhnou do boje (1936), Podzemní město (1937), Vyprodáno (1939) a torzo pátého dílu).